# Holzgaskondensat
Holzgaskondensat fällt bei der Herstellung von Holzgas in Holzvergasern an. Die Holzvergasung findet bei Temperaturen ab etwa 400 °C statt. Unter Luftabschluss (Pyrolyse) oder bei Verbrennung des Holzes unter Luftmangel entsteht das gewünschte flüchtige Holzgas und neben Wasser auch eine Vielzahl organischer Substanzen, die im Einzelnen vom Verfahren, der Holzart und den Prozessbedingungen (Temperaturen, Luftmangel, Holzfeuchte etc.) abhängen.

## Einige Daten
Die Trockensubstanz von Holz hat (ohne Rinde) etwa die folgenden Massenbestandteile:
Kohlenstoff: 47 %
Sauerstoff: 46 %
Wasserstoff: 6 %
Asche: <1 %
Im Gas ist nach der Vergasung neben dem Wasserdampf aus der Holzfeuchte („lufttrockenes“ Holz hat in der Regel immer noch eine Holzfeuchte von etwa 15–20 %) weiterer Wasserdampf enthalten, der sich aus den Wasserstoff- und Sauerstoffatomen des Holzes bildet.
Bei der Abkühlung des Gases kondensiert dieser Wasserdampf und alle weiteren, im Gas enthaltenen organischen Substanzen mit höherem Siedepunkt.
Beim mit Pyrolyse erzeugten Holzgas ist dies der Holzteer.
Bei den mit Luftmangel arbeitenden Verfahren (Schwelbrand) enthält dieses Kondensat neben Wasser beim Gegenstrom-Vergaser (das Gas verlässt den Vergaser auf der kalten Seite und enthält viele, auch bei der Pyrolyse entstehende Substanzen) unter anderem:
Phenol, Kresol, Essigsäure und Methanol mit mehreren Gramm pro Liter.
Als für die Abwassertechnik wichtige Größen wurden bei einem Gegenstromvergaser gemessen (Lit: P. Schulze Lammers, M. Leuchs):
Chemischer Sauerstoff-Bedarf (CSB): 100 g/l
Biochemischer Sauerstoff-Bedarf in fünf Tagen (BSB 5): 50 g/l
Gesamtkohlenstoff (Total Organic Carbon – TOC): 50 g/l
Da selbst Holz mit 0 % Restfeuchte bei allen Verfahren etwa 0,25 l Wasser pro kg erzeugt, entsteht bei jedem Vergasungsverfahren pro kg normal getrocknetem Holz mit 20 bis 30 % Feuchtegehalt bei der Kondensation des Holzgases eine Abwassermenge von etwa 0,5 l. Beim Gegenstromvergaser ist sie leicht sauer (pH-Wert ca. 4,0).
Bei Gleichstromvergasern (das Gas verlässt den Vergaser im heißen, stark reduzierenden Bereich) ist das Abwasser leicht basisch und enthält unter anderem auch Ammonium-Verbindungen. Die Abwasserbelastung ist bei diesem Vergasertyp nicht so hoch. In den 1930er Jahren sind solche, bei der Kohlevergasung entstandenen Abwässer von Gaswerken wegen des Ammoniumgehaltes zum Teil als Dünger auf Feldern verwendet worden. Wegen der Pilze (fungiziden) und Bakterien (bakteriziden) abtötenden Wirkung durfte dies nur drei Wochen vor Beginn der Vegetationsperiode geschehen. Die toxische Wirkung auf Wühlmäuse, Engerlinge, Drahtwürmer, Schnecken und Larven waren dabei gewünschte Begleiterscheinungen (Lit.: F. Meink).

## Abwasser
Jede Holzvergaseranlage, die in größerem Umfang zur Energieerzeugung genutzt werden soll, benötigt eine passende Abwasserbehandlungsanlage, auch wenn einige Anlagenhersteller diesen Punkt nicht erwähnen oder ihn sogar einfach leugnen.
In Frage kommen unter anderem:
- Behandlung in einer Kläranlage
- Verbrennung (wofür dann ein Teil des erzeugten Gases verwendet werden muss)

Der Aufwand hierfür reduziert den Gesamtwirkungsgrad dieser Anlagen.